# Colle della Fungara
Colle della Fungara (1.885 m s.l.m) è un rilievo dei Monti del Cicolano che si trova nel Lazio, nella provincia di Rieti, tra i comuni di Antrodoco e Fiamignano.